# Belosta scutulamacula
Belosta scutulamacula är en tvåvingeart som beskrevs av Kelsey 1971. Belosta scutulamacula ingår i släktet Belosta och familjen fönsterflugor.
Artens utbredningsområde är Kalifornien. Inga underarter finns listade i Catalogue of Life.